# Sur del Cesar
Sur del Cesar es una de las 4 subregiones del departamento colombiano del Cesar. Se ubica en el sur del departamento y está integrada por los siguientes 8 municipios:
- Aguachica
- Gamarra
- González
- La Gloria
- Pelaya
- Río de Oro
- San Alberto
- San Martín

## Historia
El desarrollo de esta subregión estuvo relacionado con Ocaña, desde la fundación de Ocaña en el año de 1570, y durante el período virreinal que va hasta 1810, y después de la independencia hasta los años 1950.
En 1876 los municipios del sur del Cesar fueron parte del Departamento de El Banco en el Estado Soberano del Magdalena, hasta 1886 fecha en la que Colombia se convirtió en una república unitaria.
Con la construcción de la troncal de oriente y el ferrocarril del valle del río Magdalena, convirtieron la subregión en un lugar estratégico para la interconexión vial con el interior del país y la costa Caribe colombiana, y esto motivó nuevas migraciones que contribuyeron al desarrollo agroindustrial del territorio.

## Propuesta de departamentalización
Desde hace décadas se ha debatido la idea de crear un nuevo ente territorial (departamento) en esta zona del departamento del Cesar junto con el Sur de Bolívar. Ha habido variaciones de cuál sería su capital más idónea, en la que se ha propuesto oficialmente entre Ocaña, El Banco, Barrancabermeja y con más fuerza en los últimos años a la ciudad de Aguachica.
- Proyecto SurCaribe: conformado por los municipios de Altos del Rosario, Arenal, Barranco de Loba, Cantagallo, El Peñón, Hatillo de Loba, Montecristo, Morales, Norosí, Regidor, Río Viejo, San Martín de Loba, San Pablo, Santa Rosa del Sur, Simití y Tiquisio en Bolívar; Aguachica, Gamarra, González, La Gloria, Pailitas, Pelaya, Río de Oro, San Alberto, San Martín y Tamalameque en el Cesar; El Banco en Magdalena; El Carmen y La Esperanza en Norte de Santander. Su capital sería Aguachica.[3]